# روحا بنجامن
روحا بنجامن (انگلیسی: Ruha Benjamin؛ زادهٔ ۱۹۷۸) جامعه‌شناس و استاد گروه مطالعات آفریقایی آمریکایی در دانشگاه پرینستون است.